# Acuario jumbo

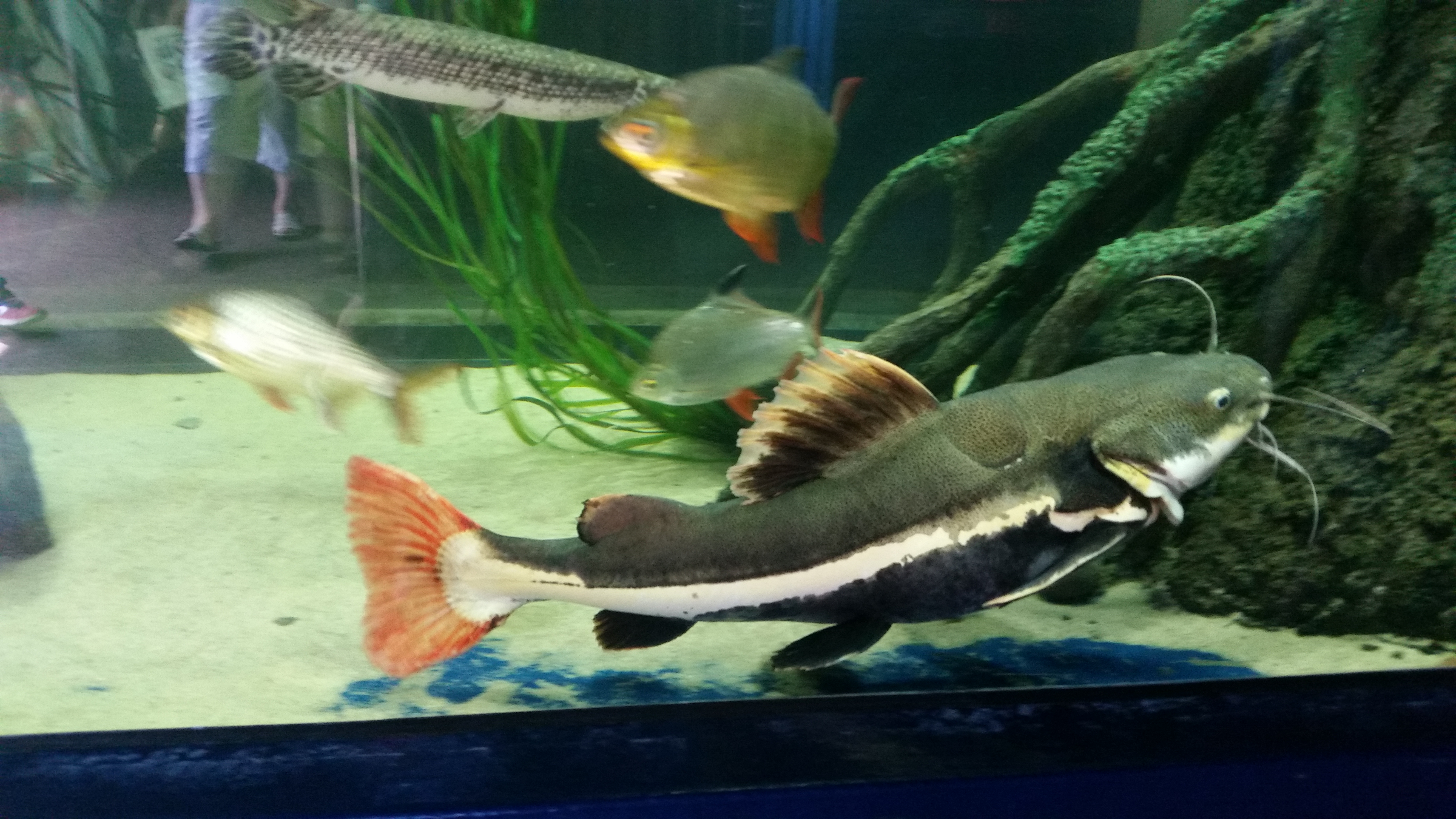
Un acuario jumbo con varias especies características. El pez del centro es un Phractocephalus hemioliopterus, una de las especies que trae complicaciones por el enorme tamaño que alcanza.

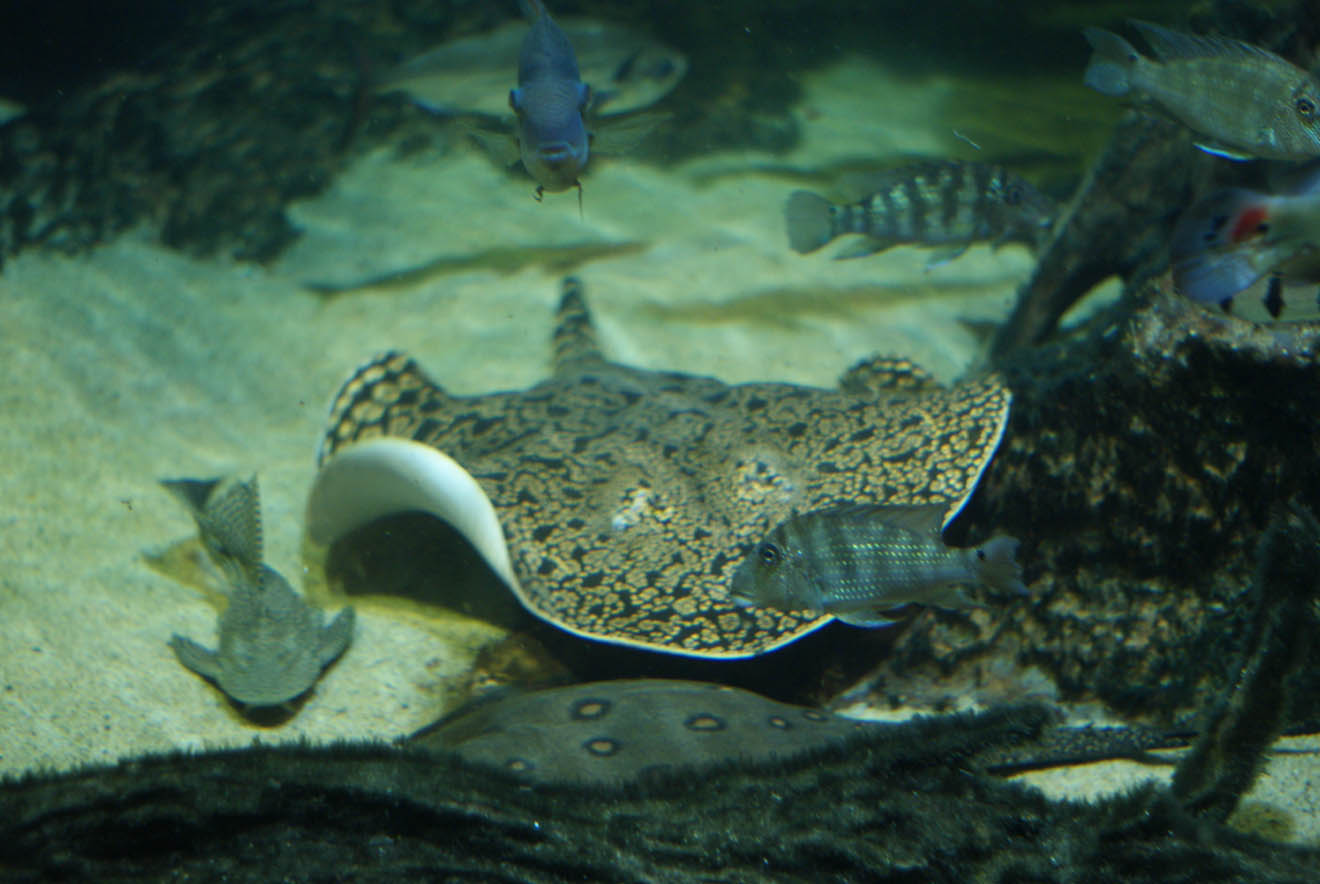
Acuario jumbo con cíclidos, un pleco y dos especies de rayas de agua dulce del género Potamotrygon.

En acuarismo, se denomina acuario jumbo, acuarismo jumbo, acuario monster, monster tank, tankbuster, etc., al mantenimiento en ámbitos hogareños de peces medianos o grandes —en acuarios de dimensiones considerables—, siendo el gran tamaño de los especímenes el centro de atención y su caracterización particular. La posibilidad de tener en el hogar voluminosos ejemplares ictícolas, frecuentemente con costumbres agresivas y predadoras, hace que esta modalidad de acuarismo sea cada vez más elegida por aficionados de todo el mundo, si bien ha generado alguna polémica.

## Características generales
El término “jumbo” hace alusión a algo de gran tamaño, pero que no carece de simpatía. En un acuario jumbo se busca mantener peces grandes en urnas o recipientes que contienen enormes volúmenes de agua. Si bien en este tipo de acuarios es posible mantener un sola especie e incluso un único ejemplar solitario, lo común es que sea un acuario del tipo comunitario, es decir, donde conviven varios ejemplares de especies distintas.
Para que sean considerados peces de tamaño jumbo deben superar los 20 cm de longitud, normalmente suelen tener longitudes de más de 30 o 40 cm. Para que un acuario sea jumbo debe contener un volumen de agua disponible o real (es decir, descontando la franja de aire superior y el volumen que ocupan y desplazan las piedras, troncos, arena, etc.) de 500 litros o más. No hay un tope a esta medida, por lo que las posibilidades de espacio y costos marcan el límite. El origen y el tipo de sustrato del lecho, de las rocas, troncos, plantas, etc., no suelen constituir ítems relevantes, pues el foco de atención está puesto en los enormes peces.

### Desafíos de los acuarios jumbo
Este tipo de acuarismo implica desafíos que debe afrontar el aficionado, tanto en relación con el agua como con los propios inquilinos del acuario.
El traslado de estos grandes y pesados acuarios demanda el esfuerzo físico de varias personas coordinadas, y el lugar que lo aloje deberá poder soportar varias toneladas, que es el peso que tendrá el acuario en funcionamiento. En acuarios de más de mil litros, los cambios de agua implican cierta logística, para poder desechar grandes volúmenes e incorporar varios cientos de litros de agua nueva, la que deberá ya presentar los rasgos químicos y térmicos semejantes a la que queda en la urna. Peces de gran tamaño requieren cantidades de alimento en consonancia, todo un presupuesto si solo se utilizan productos de firmas comerciales, sin alternarse con preparados caseros más económicos. Tanto alimento incorporado puede hacer tambalear los niveles de nitritos y nitratos, por lo que el material filtrante es clave, siendo de costos elevados los adecuados para gestionar semejantes volúmenes.
Este tipo de peces suele presentar hábitos piscívoros, agresivos y territoriales, por lo que se deberá prestar especial cuidado en seleccionar especies compatibles entre sí, para que puedan convivir sin agredirse, debiendo también incorporarse cada ejemplar ya con un tamaño lo suficientemente desarrollado para que inhiba el instinto de los otros a atacarlo.
Un punto crucial es el tamaño que puede alcanzar cada especie. Si bien los acuarios jumbo son mucho más espaciosos que los acuarios tradicionales, seguirán siendo pequeños si se opta por especies que alcanzan en la edad adulta, longitudes de 80 cm o más. Lamentablemente, este detalle no suele ser atendido con la seriedad que se merece, ni por el aficionado ni por muchos de los encargados de tiendas de acuarismo, para no perder el lucro que proporciona la venta de este tipo de costosos peces. El resultado es que, con el tiempo, el acuario comienza a resultarles pequeño. Llegado a este punto, lo recomendable es que el ejemplar sea vendido o donado a otro aficionado con un acuario aún más grande, a una entidad pública o, si todo esto no fuese factible de concretar, practicarle una eutanasia. Es habitual que el aficionado se rehúse a inclinarse por esta desagradable opción, oponiéndose al hecho de tener que sacrificar a su ejemplar, sano y vital, al que mantuvo desde que el pez era pequeño y contempló su crecimiento durante años, asimilándolo en la estima que se le profesa a una mascota tradicional (perro o gato). De allí que muchos cometan el grave error de liberarlo en un ambiente silvestre, poniendo en riesgo al ecosistema acuático receptivo, tanto por la eventual introducción de patógenos que podría portar el pez sin manifestarlo, como por la posibilidad de que se establezcan allí poblaciones asilvestradas de esa especie. Esto ya ha ocurrido en varias partes del mundo, por lo que en muchos países, para evitar los riesgos ambientales que este tipo de acciones conlleva sobre la biota nativa, directamente se prohíbe la tenencia de ciertas especies típicas del acuario jumbo, si bien su comercialización informal o clandestina continúa en las sombras mediante la difusión dentro de grupos cerrados de internet, tráfico que no está regulado, no está supervisado y aparentemente no es conocido por las agencias ambientales.
Esta es la mayor crítica que se realiza sobre el acuarismo con peces jumbo.

## Especies más comunes del acuario jumbo
Casi cualquier especie grande es factible de mantenerse en este tipo de grandes acuarios. Además de varios híbridos intergenéricos, estos son los géneros más habituales.
- Potamotrygon -raya de agua dulce-
- Erpetoichthys -bichir-
- Polypterus
- Atractosteus -pez cocodrilo-
- Lepisosteus
- Osteoglossum -arawana amazónica-
- Scleropages -arawana asiática-
- Arapaima -pirarucú-
- Chitala -pez cuchillo-
- Erythrinus -jejú-
- Hoplias -tararira-
- Distichodus
- Chromobotia -botia payaso-
- Misgurnus
- Cyprinus -carpa-
- Barbonymus -barbo-
- Balantiocheilos
- Colossoma -tambaquí-
- Piaractus -pacú-
- Mylossoma -pacucito-
- Megaleporinus -boga-
- Pygocentrus -piraña-
- Serrasalmus -piraña-
- Prochilodus -sábalo-
- Semaprochilodus -jaraqui-
- Chalceus
- Boulengerella -bicuda-
- Brycon -pirá pitá-
- Salminus -dorado-
- Acestrorhynchus -dientudo paraguayo-
- Distichodus
- Electrophorus -anguila eléctrica-
- Gymnotus -morena-
- Apteronotus -ituí-
- Pangasianodon -pangasius-
- Asterophysus -bagre boca de sapo-
- Trachycorystes -bagre boca de sapo-
- Oxydoras -armado-
- Platydoras -armado-
- Pterodoras -armado-
- Rhamdia -bagre sapo, bagre negro-
- Pseudoplatystoma -surubí-
- Brachyplatystoma -surubí tigre-
- Sorubimichthys -surubí chicote, bargada -
- Luciopimelodus -patí-
- Phractocephalus -pez torre-
- Pimelodus -bagre-
- Pinirampus -barbado-
- Sorubim -pico pato-
- Zungaro -manguruyú-
- Clarias -bagre africano-
- Ictalurus -bagre del canal-
- Ariopsis
- Synodontis -pez gato invertido-
- Hoplosternum -cascarudo-
- Baryancistrus -pleco pepita de oro-
- Hypancistrus -pleco cebra-
- Hypostomus -vieja de agua-
- Leporacanthicus
- Panaque
- Pseudacanthicus
- Pterygoplichthys
- Spectracanthicus
- Mastacembelus -morena de fuego-
- Synbranchus -anguila sudamericana-
- Helostoma
- Osphronemus -guarami gigante-
- Channa -cabeza de serpiente-
- Protopterus
- Datnioides
- Micropterus
- Astronotus -pavo ocelado, óscar-
- Oreochromis -tilapia-
- Heterotilapia -tilapia cebra-
- Herichthys -Texas blue-
- Geophagus -acará-
- Crenicichla -cabeza amarga-
- Cichla -tucunaré-
- Andinoacara -green terror-
- Amphilophus -midas-
- Amatitlania -acará del Congo-
- Caquetaia
- Heros
- Hoplarchus -pez papagayo-
- Hypselecara -esmeralda-
- Mesonauta
- Parachromis
- Pterophyllum
- Rocio -Jack Dempsey-
- Symphysodon -disco-
- Thorichthys -boca de fuego-
- Trichromis
- Uaru
- Vieja.